# Noemí Zaritzky
Noemí Elisabet Zaritzky (sinh tại La Plata, Argentina vào ngày 7 tháng 2 năm 1951) có bằng kỹ sư hóa học của Khoa Kỹ thuật của Đại học Quốc gia de La Plata vào năm 1971. Ngoài ra, bà còn có bằng tiến sĩ hóa học tại Đại học Buenos Aires, là giảng viên cao cấp tại Khoa Kỹ thuật của trường Universidad Nacional de La Plata và là giám đốc của Trung tâm Nghiên cứu và Phát triển Công nghệ Thực phẩm Cryo (CIDCA).

## Tiểu sử
Từ khi Zaritzky là một đứa trẻ, bà đã thể hiện sự quan tâm của mình đối với khoa học. Bà tốt nghiệp với tư cách là một giáo viên ở tuổi 16, và sau đó đã đỗ các môn tú tài để đến học tại một trường đại học công lập. Khi bà 20 tuổi, bà đã tốt nghiệp với tư cách là một kỹ sư hóa học, và kết hôn với một trong những giảng viên cùng khoa của mình. Họ có ba đứa con và bốn đứa cháu. Công việc giảng dạy và nghiên cứu của bà đã cho ra đời một số phát minh và được cấp bằng sáng chế.

## Sự nghiệp
Bà bắt đầu với tư cách là một nhà nghiên cứu trong Trung tâm Nghiên cứu và Phát triển Công nghệ Thực phẩm Cryo (CIDCA), và là giám đốc của trung tâm này từ năm 2003 đến giữa năm 2016. Bà đã xuất bản 250 bài báo trên các tạp chí quốc tế và hơn 40 chương sách. Hơn nữa, bà là giáo sư tại NULP, nơi bà phụ trách quản lý nhân sự.

## Giải thưởng và công nhận
- Premio Fundación Bunge y Born, 52th edition. 2015

## Công trình
- María A. García, Miriam N. Martino, and Noemí E. Zaritzky. Plasticized Starch-Based Coatings To Improve Strawberry (Fragaria × Ananassa) Quality and Stability. The Food Cryotechnology Research and Development Centre (CIDCA), CONICET, Facultad de Ciencias Exactas, and Departamento de Ingeniería Química, Facultad de Ingeniería, Universidad Nacional de La Plata, 47 y 116, La Plata (1900), Buenos Aires, Argentina[4]
- Olivia V. López, María A. García, Noemí E. Zaritzky. Film forming capacity of chemically modified corn starches. CIDCA, Facultad de Ciencias Exactas, UNLP-CONICET, 47 y 116, 1900 La Plata, Buenos Aires, Argentina. Facultad de Ingeniería, UNLP, Argentina[5]
- Claudia A. Romero-Bastida, Luis A. Bello-Pérez, María A. García, Miriam N. Martino, Javier Solorza-Feria, Noemí E. Zaritzky. Physicochemical and microstructural characterization of films prepared by thermal and cold gelatinization from non-conventional sources of starches. Centro de Desarrollo de Productos Bióticos del IPN, Km 8.5 carr. Yautepec-Jojutla, 62731 Yautepec, Morelos, México. Centro de Investigación y Desarrollo en Criotecnología de Alimentos (CIDCA), CONICET, Fac. Cs Exactas, Universidad Nacional de la Plata, La Plata, Argentina[6]
- Alejandro H. Caravellia, Edgardo M. Contrerasa, Noemí E. Zaritzky. Phosphorous removal in batch systems using ferric chloride in the presence of activated sludges. the Food Cryotechnology Research and Development Centre (CIDCA), CONICET La Plata, UNLP. 47 y 116 (B1900AJJ), La Plata, Argentina Fac. de Ingeniería, UNLP. 47 y 1 (B1900AJJ), La Plata, Argentina, December 2009.[7]
- Olivia V. Lópeza, Noemí E. Zaritzky, María A. García. Physicochemical characterization of chemically modified corn starches related to rheological behavior, retrogradation and film forming capacity. CIDCA (Centro de Investigación y Desarrollo en Criotecnología de Alimentos), Facultad de Ciencias Exactas UNLP – Centro Científico Tecnológico La Plata (CCT-La Plata) CONICET, 47 y 116 S/N°, La Plata (B1900AJJ), Buenos Aires, Argentina. Facultad de Ingeniería, Universidad Nacional de La Plata (UNLP), Argentina 20109[8]
- Valerio Bifania, Cristian Ramíreza, Mónica Ihla, Mónica Rubilara, Alejandra García, Noemí Zaritzky. Effects of murta (Ugni molinae Turcz) extract on gas and water vapor permeability of carboxymethylcellulose-based edible films. Departamento de Ingeniería Química, Universidad de La Frontera, P.O. Box 54-D, Temuco, Chile, the Food Cryotechnology Research and Development Centre (CIDCA), CONICET, Universidad Nacional de La Plata, Buenos Aires 1900, Argentina, 2007.[9]
- Sonia Z. Viña, Alicia Mugridge, María A. García, Ricardo M. Ferreyra, Miriam N. Martino, Alicia R. Chavesa, Noemí E. Zaritzky, Effects of polyvinylchloride films and edible starch coatings on quality aspects of refrigerated Brussels sprouts. the Food Cryotechnology Research and Development Centre (CIDCA), CONICET – Facultad de Ciencias Exactas, Universidad Nacional de La Plata (UNLP), Calle 47 y 116 S/N°, La Plata B1900AJJ, Buenos Aires, Argentina, Departamento de Ingeniería Química, Facultad de Ingeniería UNLP, Argentina, 2006.[10]